# Fermoy
Fermoy (Mainistir Fhear Maí en irlandais) est une ville du comté de Cork en république d'Irlande.
La ville est située sur la rivière Blackwater, dans le sud de l'île ; elle a été fondée à un endroit où la rivière formait un gué.
Son nom irlandais fait référence à l'abbaye de Fermoy de l'ordre cistercien, fondée au XIIe siècle.
Fermoy comptait 6 720 habitants en 2022.

## Jumelage
- Ploemeur (France)

### Articles liés
- Liste des villes de la république d'Irlande
- Abbaye de Fermoy